# Nevrina
Nevrina là một chi bướm đêm thuộc họ Crambidae.

## Các loài
- Nevrina procopia (Stoll in Cramer & Stoll, 1781)
- Nevrina radiata Ghesquière, 1942
- Nevrina verlainei Ghesquière, 1942